# Emil Adamec (fotbalista)
Emil Adamec (* 12. prosince 1938 Vrbové) je bývalý slovenský fotbalový útočník. Žije ve Vrbovém.
Jeho mladší bratr Jozef Adamec (1942–2018) byl československým reprezentantem (vicemistr světa), sedminásobným mistrem ligy a nejlepším slovenským střelcem v historii československé ligy.

## Hráčská kariéra
Vrbovský rodák a odchovanec hrál v československé lize za Spartak Trnava a vstřelil jednu prvoligovou branku v pěti startech. Skóroval při svém debutu v sobotu 14. října 1961 v Trnavě, kdy rozhodl utkání proti SONP Kladno (výhra 1:0).

### Prvoligová bilance
| Ročník             | Zápasy | Góly | Minuty | Klub              |
| ------------------ | ------ | ---- | ------ | ----------------- |
| I. liga 1961/62    | 5      | 1    | 365    | TJ Spartak Trnava |
| CELKEM I. ČS. LIGA | 5      | 1    | 365    |                   |